# Büddenstedt
Büddenstedt ist ein Ortsteil der Stadt Helmstedt im Landkreis Helmstedt in Niedersachsen. Zum 1. Juli 2017 fusionierten die Gemeinde Büddenstedt und die Stadt Helmstedt zur neuen Stadt Helmstedt.

## Geografie

### Lage
Büddenstedt liegt im Osten Niedersachsens. Bis zur Wiedervereinigung Deutschlands befand sich der Ort direkt an der innerdeutschen Grenze zur DDR im Zonenrandgebiet.

### Nachbargemeinden
- Gemeinde Harbke
- Stadt Schöningen
- Gemeinde Sommersdorf

## Geschichte
Büddenstedt wurde 1121 erstmals als Badenstedi erwähnt. Später wurde zwischen Groß Büddenstedt und Klein Büddenstedt unterschieden, wobei Klein Büddenstedt 1547 letztmals erwähnt wurde und wüst fiel. Eine Kirche in Groß Büddenstedt bestand seit dem Mittelalter. Trotz des Besuchs des Reformators Johannes Bugenhagen blieb der Ort beim katholischen Glauben.
Das Dorf Büddenstedt stand auf reichhaltigen Braunkohleflözen und sollte deshalb nach 1935 zur Kohlegewinnung dem Tagebau Treue weichen. Ab 1935 wurde unweit der alten Dorfstelle durch die BKB die Siedlung Neu Büddenstedt errichtet. Sie entstand nach Plänen des Magdeburger Architekten Paul Schaeffer-Heyrothsberge. Allerdings siedelten sich dort nicht nur die Einwohner von Büddenstedt an, sondern auch Menschen aus anderen Dörfern. Insgesamt verlief die Umsiedlung sehr zäh. Es gelang den Braunschweigischen Kohlenbergwerken (BKB) zwar, bis 1937 alle Landwirtschaftsbetriebe aufzukaufen, trotzdem wuchs die Einwohnerzahl in dieser Zeit auf fast 1700, weil es kein Zuzugsverbot gab und der Wohnungsbedarf groß war. Selbst als 1942 schon einige Straßenzeilen dem Tagebau zum Opfer gefallen waren, lebten immer noch 730 Menschen in Büddenstedt. 1943 wurde die Kirche gesprengt, nachdem 1941 bereits der Friedhof abgetragen war.
Erst 1947 verließen die letzten Einwohner das Dorf Büddenstedt. Dafür war sogar eine Anweisung der britischen Militärregierung notwendig. Noch 1947 wurden die restlichen Häuser und Straßen des Dorfes komplett abgetragen, 1948 folgte als letztes Haus das Stationsgebäude. Der Ortsname Büddenstedt sollte erst 1974 wiederaufleben, als Name für den Zusammenschluss der Gemeinden Neu Büddenstedt, Offleben und Reinsdorf/Hohnsleben.
Nach dem Zweiten Weltkrieg profitierte die Region wirtschaftlich durch die BKB, deren Braunkohlekraftwerk Offleben und später Buschhaus sowie mehrere Tagebaue sich zum Teil auf dem Gemeindegebiet befanden. Der relative Wohlstand erlaubte die Errichtung großzügiger öffentlicher Einrichtungen in Neu Büddenstedt, wie der Erich Kästner Schule mit Sportanlagen und beheiztem Schwimmbad. Die Bevölkerungszahl stieg schnell an, zum Teil auch infolge Zuzug von Vertriebenen z. B. aus dem Sudetenland. Ausgekohlte Tagebaue wurden ab 1970 als Wälder oder Seen rekultiviert, wodurch abwechslungsreiche Naherholungsgebiete entstanden, z. B. in den ehemaligen Tagebauen Wulfersdorf, Alversdorf, Anna Nord und Anna Süd. Im ehemaligen Tagebau Helmstedt nördlich von Neu Büddenstedt soll ein großer Badesee durch Zulauf von Grundwasser ab 2005 entstehen, was voraussichtlich jedoch mehrere Jahrzehnte in Anspruch nehmen wird.

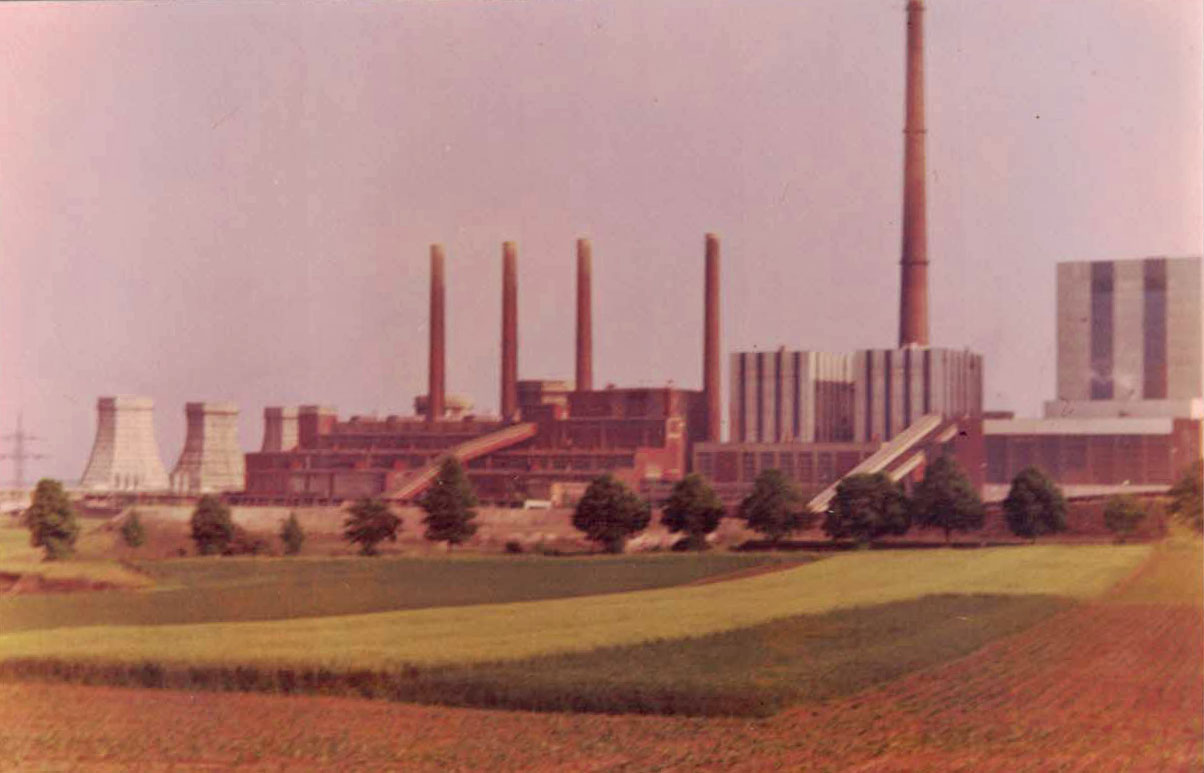
Kraftwerk Offleben um 1978

Mit dem Versiegen der Kohlevorkommen ging in den 1990er Jahren auch die wirtschaftlich gute Lage der Gemeinde zu Ende, was durch den Wegfall der Zonenrandförderung noch verschärft wurde. Am 9. August 2002 wurde das Kraftwerk Offleben stillgelegt, was mit dem Verlust zahlreicher Arbeitsplätze und schwindenden Steuereinnahmen für die Gemeinde verbunden war.
Bis 2011 wurden die Kraftwerksanlagen des ehemaligen Kraftwerks Offleben vollständig zurückgebaut und es entstand auf dem ehemaligen Kraftwerksgelände eine Gewerbefläche für neue Ansiedlungen von Industrie- und Gewerbebetrieben. Bei dieser Gewerbefläche handelt es sich um die größte ausgewiesene Gewerbefläche im Landkreis Helmstedt. Verblieben sind darüber hinaus wenige größere Arbeitgeber wie zum Beispiel die Plastic Omnium SA. Durch aktuelle Maßnahmen zur Verbesserung der Wohn- und Umweltqualität ist der Wandel der Gemeinde Büddenstedt von einer reinen „Industriegemeinde“ zu einer Wohngemeinde im „Grünen“ derzeit in vollem Gange. Das Kraftwerk Buschhaus wurde in die Reserve überführt und wird im Jahr 2021 endgültig stillgelegt. Die direkt angrenzende Müllverbrennungsanlage der EEW wird weiter betrieben und mit einer Klärschlammverbrennung ausgebaut.

## Ehemalige Gemeinde Büddenstedt

Lage der ehem. Gemeinde Büddenstedt im Landkreis Helmstedt (Stand: 30. Juni 2017)

Die Gemeinde Büddenstedt hatte eine Fläche von 19,54 km² und 2485 Einwohner (Stand: 31. Dezember 2015). Zur Gemeinde gehörten die Ortsteile Neu Büddenstedt, Hohnsleben, Offleben und Reinsdorf. Während Büddenstedt als Ortschaft der Stadt Helmstedt fortbesteht, bilden Hohnsleben, Offleben und Reinsdorf die gemeinsame Ortschaft Offleben.
| Ortswappen von Büddenstedt und dem damaligen „Neu Büddenstedt“: Die ehem. Gemeinde Neu Büddenstedt führte seit 1950 als eigenes Wappen ein quadriertes Schild, das zeigte Feld 1 und 4 Schlägel und Eisen in Schwarz auf Silber sowie Feld 2 und 3 in Grün. Die Gemeindeflagge war im oberen Feld schwarz und im unteren Feld grün. |
| Ortswappen Offleben: Das Wappen der ehem. Gemeinde Offleben aus dem Jahre 1960 bestand aus schwarzem Wappengrund mit zweireihig rot-silbern geschachteltem waagerechtem Balken. Die Flaggenfarben der Gemeinde Offleben waren schwarz und weiß. |
| Wappen der ehemaligen Gemeinde Büddenstedt: Am 21. Mai 1974 hat der Rat der Gemeinde Büddenstedt ein neues Wappen beschlossen. Das Wappenschild ist geteilt in Schwarz und Silber, oben ein in zwei Reihen von Rot und Silber geschachtelter Balken, unten Schlägel und Eisen in Schwarz. Die Flaggenfarben der Gemeinde sind rot-weiß-rot. Bei der Gestaltung dieses Wappens, wurde auf die Ortswappen von Neu Büddenstedt und Offleben zurückgegriffen. |

Eingemeindungen
Die Gemeinde war am 1. März 1974 durch den Zusammenschluss der Gemeinden Neu Büddenstedt, Offleben und Reinsdorf gebildet worden. Bereits am 1. April 1971 erhielten diese drei Gemeinden kleine Gebietsteile der wegen des Braunkohletagebaus aufgelösten Gemeinde Alversdorf.

## Religion

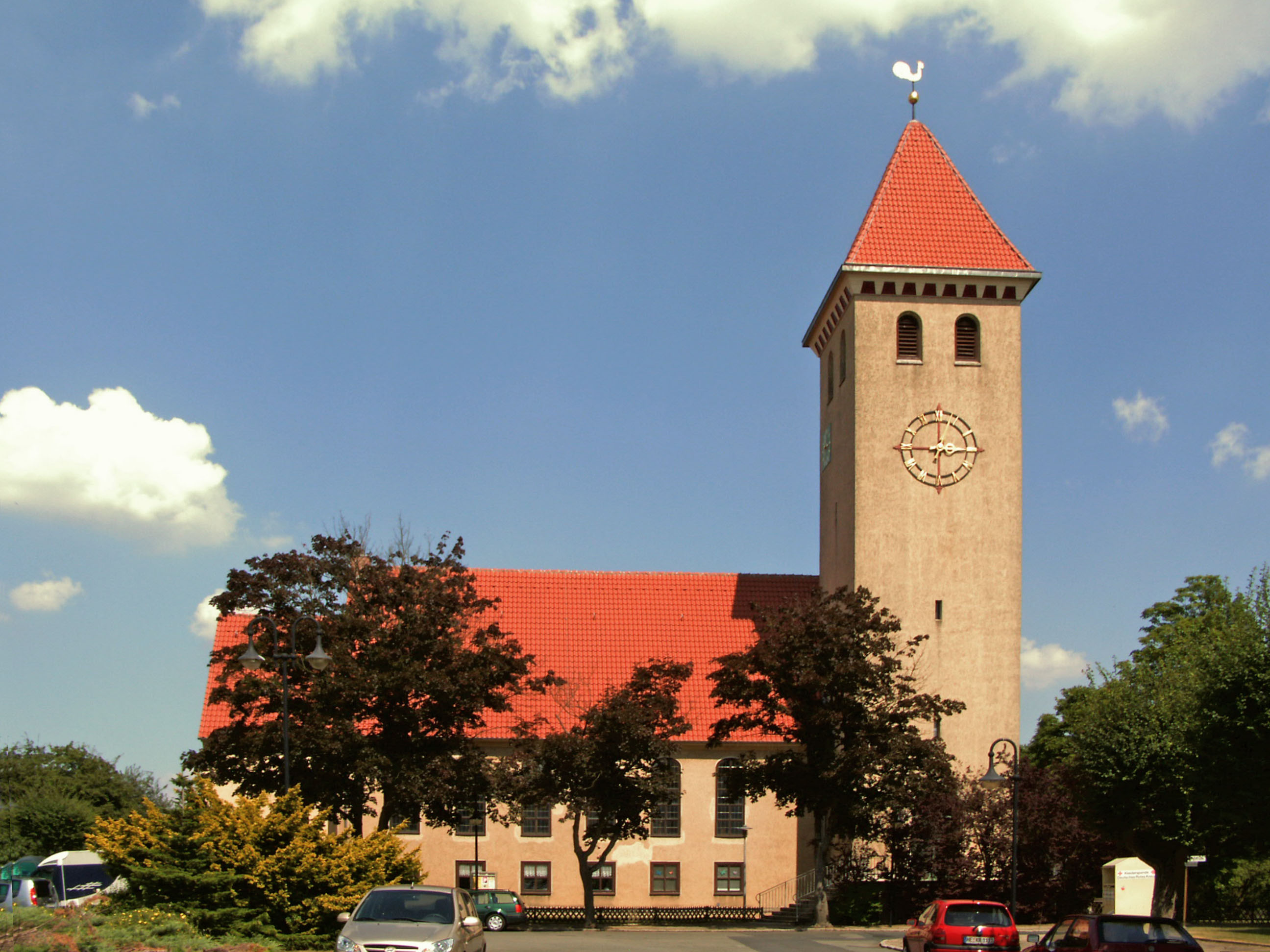
Martin-Luther-Kirche

Die evangelisch-lutherische Martin-Luther-Kirche befindet sich in Neu Büddenstedt am Martin-Luther-Platz, 1955 wurde sie eingeweiht. Im ehemaligen Dorf Büddenstedt, das in den 1940er Jahren dem Kohletagebau weichen musste, stand bereits eine evangelisch-lutherische Kirche. Am Karfreitag 1943 wurde sie gesprengt. Die Ortsteile Offleben und Reinsdorf verfügen über je eine weitere evangelisch-lutherische Kirche, in Hohnsleben existiert keine Kirche mehr. Diese drei Kirchen gehören zum Pfarrverband Offleben der Evangelisch-lutherischen Landeskirche in Braunschweig.
Die katholische St.-Barbara-Kirche von 1951, benannt nach der Schutzpatronin der Bergleute, befand sich in Neu Büddenstedt. Die Kirche gehörte zuletzt zur Pfarrgemeinde Maria Hilfe der Christen in Schöningen, 2024 erfolgte ihre Profanierung. Der Ortsteil Offleben verfügte bis 2015 mit der Kirche Heilige Familie über eine weitere katholische Kirche.

## Politik

### Ortsrat
| Ortsrat 2021–2026Insgesamt 9 Sitze - SPD: 5 - HWG: 2 - CDU: 2    |
| Ortsratswahl 2021 %6050403020100 54,45 %27,66 %17,89 % SPDHWGCDU |

### Ehem. Gemeinderat
Der letzte Rat der Gemeinde Büddenstedt bestand im Jahre 2011 aus zwölf Ratsfrauen und Ratsherren. Dies ist die festgelegte Anzahl für eine Gemeinde mit einer Einwohnerzahl zwischen 2001 und 3000 Einwohnern. Die zwölf Ratsmitglieder werden durch eine Kommunalwahl für jeweils fünf Jahre gewählt. Die Amtszeit begann am 1. November 2011 und endete am 31. Oktober 2016.
Stimmberechtigt im Rat der Gemeinde war außerdem der hauptamtliche Bürgermeister Frank Neddermeier (parteilos).
Die Kommunalwahl vom 11. September 2011 ergab das folgende Ergebnis:
- SPD: 5 Sitze
- CDU: 3 Sitze
- UWG: 3 Sitze
- Grüne: 1 Sitz

### Ehem. Bürgermeister
Letzter Bürgermeister war Frank Neddermeier (parteilos).

## Gemeindepartnerschaften
Die ehemalige Gemeinde Büddenstedt unterhielt Gemeindepartnerschaften mit
- Mondeville in Frankreich
- Westward Ho! im Vereinigten Königreich

Diese wurden von der Stadt Helmstedt übernommen.

## Kultur und Sehenswürdigkeiten

### Museum
In Reinsdorf befindet sich ein Heimatmuseum.

### Naturdenkmäler
- Zwischen den drei Ortsteilen befindet sich der rekultivierte Tagebau Wulfersdorf, der zahlreiche Wanderwege durch abwechslungsreiche Wald-, Seen- und Hügellandschaft bietet.

### Sport
- Im Ortsteil Neu Büddenstedt befindet sich eine Reitanlage, eine Kegelbahn sowie ein Sportplatz und eine Turnhalle.
- Im Ortsteil Offleben befindet sich ein Tennisplatz, eine Kegelbahn, eine Bocciabahn und zwei Sportplätze.
- Im Ortsteil Reinsdorf befindet sich der Schießstand der Gemeinde Büddenstedt und ein Sportplatz.

## Wirtschaft und Infrastruktur

### Ansässige Unternehmen
- Kraftwerk Buschhaus im Westen – in Stilllegung
- Müllverbrennungsanlage EEW
- Plastic Omnium (Kunststoffverarbeitung) südlich von Reinsdorf
- Mehrere Handels- und Handwerksunternehmen

### Öffentliche Einrichtungen
- Rathaus im Ortsteil Neu Büddenstedt
- Dorfgemeinschaftshaus im Ortsteil Offleben
- Gemeinschaftsraum in Reinsdorf

### Bildung
- Grundschule im Ortsteil Offleben
- Kindertagesstätten in den Ortsteilen Neu Büddenstedt und Offleben

## Persönlichkeiten
- Gustav Wendling (1862–1932), Maler der Düsseldorfer Schule
- Christian Kurts (* 1964), deutscher Hochschullehrer und Immunologe, Träger des Gottfried-Wilhelm-Leibniz-Preises 2012